# Regé-Jean Page
Regé-Jean Page (*27. duben 1988, Londýn) je anglický herec. Proslavil se rolí v seriálovém dramatu z produkce Netflixu s názvem Bridgertonovi (2020). V roce 2021 ho časopis Time zařadil na svůj list 100 Next, který zmiňuje osoby specificky významné ve svém oboru. Page se také objevil v 10. sérii seriálu Waterloo Road (2015), minisérii Kořeny (2016) a právním dramatu stanice ABC s názvem For the People (2018–2019).

## Život
Narodil se v Londýně anglickému kazateli a zimbabwské zdravotní sestře jako třetí potomek z celkem čtyř dětí. Své dětství prožil v Harare v Zimbabwe, ale na střední školu již chodil do Londýna, kam se rodina přestěhovala.
Po návratu do Spojeného království se začal věnovat herectví, zprvu pouze ve formě koníčku. O několik let později, když studoval zvukové inženýrství, navštěvoval kurzy v Národním divadle mládeže (National Youth Theatre), což změnilo jeho profesní orientaci. Po dvou letech snažení byl přijat na školu Drama Center London.

## Osobní život
V září 2021 se poprvé veřejně objevil se svou přítelkyní Emily Brown.

## Filmografie

### Film
| Rok  | Název                                  | Role             | Poznámky                      |
| ---- | -------------------------------------- | ---------------- | ----------------------------- |
| 2004 | Výtržník                               | Jayu             | krátký film                   |
| 2010 | Harry Potter a Relikvie smrti – část 1 | svatební host    |                               |
| 2015 | Boj o přežití                          | Robert Purvell   |                               |
| 2016 | Druhé léto lásky                       | Rupert           | krátký film                   |
| 2016 | Kupec benátský                         | Solanio          | zfilmovaná divadelní produkce |
| 2018 | Smrtelné stroje                        | Kapitán Khora    |                               |
| 2020 | Sylviina láska                         | Chico Sweetney   |                               |
| 2022 | The Gray Man                           | Denny Carmichael |                               |
| 2023 | Dungeons & Dragons: Čest zlodějů       | Xenk             |                               |

### Televize
| Rok       | Titul                                | Role                 | Poznámky                                  |
| --------- | ------------------------------------ | -------------------- | ----------------------------------------- |
| 2001      | Gimme 6                              | Tanaka               |                                           |
| 2005      | Neštěstí v Holby City                | Daniel Kimpton       | epizoda: „Učitelský mazlíček“             |
| 2013      | Čerstvé maso                         | Děkan                | 2 epizody                                 |
| 2015      | Waterloo Road                        | Guy Braxton          | opakující se role; 8 epizod ( 10. série ) |
| 2016      | Kořeny                               | Kuře George          | minisérie                                 |
| 2016      | Jiskra                               | Alex Lavelle         | úvodní epizoda                            |
| 2018–2019 | For the People                       | Leonard Knox         | opakující se role; 20 epizod              |
| 2020      | Popelka: Komická pantomima na Vánoce | princ Krasoň         | vánoční speciál BBC                       |
| 2020      | Bridgerton                           | Simon Basset         | hlavní role (1. série)                    |
| 2021      | Saturday Night Live                  | Sám sebe (moderátor) | epizoda: "Regé-Jean Page/ Bad Bunny "     |
| 2022      | Surviving Paradise: A Family Tale    | vypravěč             | dokument                                  |